# Рудолф Рьослер
Рудолф Рьослер (на немски: Rudolf Rößler), известен с кодовото име Луси (22 ноември 1897 г., Кауфбойрен, Бавария – 11 декември 1958 г., Кринс, Швейцария), е немски журналист и театрален критик, предоставял тайни разузнавателни данни за нацистка Германия по време на Втората световна война.
Рьослер е антинацист и след като нацистите идват на власт, той заминава за изгнание в Швейцария, където се установява в Люцерн. През 1942 г. започва да сътрудничи с швейцарския клон на съветската разузнавателна служба ГРУ, която германците наричат Rote Drei (Червената тройка). Сътрудничи и с чешкия разузнавач Карел Седлачек, който също е действал като журналист под името Томаш Зелцингер. Седлачек помага на Рьослер с разузнавателен анализ и получава част от информацията, която лондонската централа предава на британската MI6.
През 1944 г. Рьослер е арестуван в Швейцария, заедно с други агенти, под натиск от Германския райх и прекарва година и половина в затвора; след войната е осъден на символична присъда и освободен. Самоличността на очевидно високопоставените германски агенти, които са предали ценна информация на Рьослер, остава загадка дори след войната. Количеството информация, която самият той предоставя, подсказва, че е бил просто посредник, предаващ информация, обработена от някаква организирана група.
В началото на Студената война той донася военни тайни на Федерална република Германия, работейки за чехословашките тайни служби. Не след дълго това му създава проблеми. На 5 ноември 1953 г. Федералният наказателен съд на Швейцария (Bundesstrafgericht) го осъжда като шпионин на дванадесет месеца затвор, а колегата му Шнипер на девет месеца. В мотивите на решението си съдът поне потвърждава, той е оказал ценни услуги на Швейцария.